# اچ‌ام‌سی‌اس کایوگا (آر۰۴)
اچ‌ام‌سی‌اس کایوگا (آر۰۴) (به انگلیسی: HMCS Cayuga (R04)) یک کشتی بود. این کشتی در سال ۱۹۴۵ ساخته شد.